# Kung Fury
Kung Fury è un mediometraggio del 2015 scritto, diretto e interpretato da David Sandberg.

## Trama
Miami, 1985. Un videogioco arcade si trasforma improvvisamente in un robot e semina terrore e distruzione per le strade della città, per affrontarlo viene chiamato l'agente di polizia Kung Fury.
In precedenza perse il suo partner Dragon, che considerava come un padre, mentre inseguivano un ninja vestito di rosso. Dopo che lo ebbero ammanettato, il ninja si liberò e uccise Dragon, tagliandolo in due con una spada. In quel momento Kung Fury venne colpito da un fulmine e morso da un cobra, svenne e durante una visione apprese di un'antica profezia su una forma di kung-fu talmente potente da poter essere padroneggiata solamente da un uomo, il "prescelto" Kung Fury. Dopo essere rinvenuto, realizzò di aver ottenuto grandissime abilità di arti marziali che gli permisero di sconfiggere il nemico e di vendicare il collega. Da quel momento decise di combattere il crimine usando i suoi poteri.
Una volta sconfitto il videogioco assassino, Kung Fury viene convocato nell'ufficio del capo della polizia, che lo rimprovera per i danni procurati alla città durante lo scontro e gli assegna un nuovo partner, Triceracop (un uomo con la testa di triceratopo). Kung Fury però preferisce lavorare da solo, poiché teme di perdere un altro compagno durante il servizio e si dimette dalla polizia. Nel frattempo, Adolf Hitler, autoproclamatosi "Kung Führer", viaggia nel tempo e giunge a Miami, dove ruba un telefono cellulare e uccide il capo della polizia, compiendo un assalto al distretto attraverso la cornetta del telefono. Hackerman, un mago dell'informatica, offre il suo aiuto a Kung Fury per rintracciare la telefonata. Una volta scoperto di chi si tratta, Hackerman, con l'ausilio di un Power Glove, costruisce una macchina per viaggiare nel tempo, mandando così Kung Fury nella Germania nazista per uccidere Hitler, il cui obiettivo è uccidere il protagonista per diventare lui stesso Kung Fury. Per via di un errore di Hackerman, Kung Fury viaggia troppo indietro nel tempo e si ritrova nell'epoca vichinga, dove incontra la vichinga Barbarianna, che lo salva da un laser raptor, e Katana. Kung Fury spiega a quest'ultima che deve portare a termine la sua missione e la donna lo porta, a cavallo di un tirannosauro chiamato Asgard, da Thor, il quale aiuta il poliziotto aprendo un portale per la Germania nazista.
Giunto lì, Kung Fury elimina numerosi soldati grazie alla sua destrezza, venendo però colpito da Hitler con una mitragliatrice. Thor, le due vichinghe, Triceracop, Hackerman e il tirannosauro attraversano il tempo e giungono in suo soccorso, affrontando insieme l'esercito nazista e sterminandone tutti i soldati. Hitler, rimasto solo e protetto unicamente da un'enorme aquila metallica, viene colpito da Kung Fury e poi finito da Thor con il suo martello.
L'azione ritorna a Miami: Kung Fury sfreccia in città a bordo della sua Lamborghini Countach, il cui computer di bordo è Hoff 9000. Rivive lo scontro con il videogioco arcade e, dopo averlo annientato, scopre che è di fabbricazione nazista notando una svastica: il futuro è infatti cambiato, in quanto la martellata di Thor ha spedito Hitler e la sua aquila negli anni ottanta.

## Produzione
Nel dicembre del 2013 è stato pubblicato un trailer e lanciato il progetto di crowdfunding su Kickstarter per la realizzazione di un mediometraggio di 30 minuti. I 200 000 dollari prefissati vengono raccolti in appena 24 ore, dopo un mese l'importo raggiunge la cifra di 630 000 dollari. Prima di promuoverlo su internet, David Sandberg ha lasciato il suo impiego e lavorato sul progetto per due anni. L'intenzione iniziale era quella di realizzare da solo l'intero film, non solo il trailer. A impersonare i soldati nazisti è solamente un attore ripreso mentre compie azioni diverse e poi messe insieme, per la realizzazione della scena ci sono voluti cinque mesi.

## Colonna sonora
L'8 luglio 2015 è stato pubblicato l'LP in vinile della colonna sonora. Il 16 aprile 2015 è uscito il videoclip del singolo True Survivor cantato da David Hasselhoff, di cui è stata realizzata anche una versione limitata in vinile 7".
Lato A
1. Mitch Murder – Kung Fury
2. David Hasselhoff – True Survivor
3. Lost Years – West Side Lane
4. Betamaxx – Redlining 6th
5. Mitch Murder – Face Puncher
6. Mitch Murder – The Final Stretch
7. Highway Superstar – Careful Shouting

Lato B
1. Mitch Murder – Enter The Fury
2. Mitch Murder – Power Move
3. Lost Years – Phoenix Rising
4. Mitch Murder – From The Future
5. Christoffer Ling – Barbarianna
6. Lost Years – Nuclear

## Riconoscimenti
| Anno | Festival           | Categoria               | Stato       |
| ---- | ------------------ | ----------------------- | ----------- |
| 2015 | Festival di Cannes | Illy Prize              | Candidato/a |
| 2015 | Festival di Cannes | Queer Palm - Short Film | Candidato/a |

## Distribuzione
Il film è stato presentato il 28 maggio 2015 a Cannes nella selezione Quinzaine des Réalisateurs, lo stesso giorno è stato pubblicato su YouTube realizzando subito oltre tre milioni di visualizzazioni.

## Sequel
Il film avrà un sequel cinematografico ad alto budget scritto, diretto, prodotto e interpretato da David Sandberg. Nel cast saranno presenti Michael Fassbender, David Hasselhoff e Arnold Schwarzenegger (quest'ultimo nel ruolo del Presidente degli Stati Uniti).

## Altri media
In concomitanza con l'uscita del film è stato reso disponibile su App Store, PlayStation Store, Google Play, Windows Store e Steam il videogioco Kung Fury: Street Rage sviluppato da Hello There AB.